# Bàng vuông
Bàng vuông hay bàng bí, chiếc bàng, cây thuốc cá, thuốc độc biển (danh pháp hai phần: Barringtonia asiatica) là một loài thuộc chi Barringtonia, là thực vật bản địa ở rừng ngập mặn ven biển nhiệt đới và đảo tại Ấn Độ Dương và Tây Thái Bình Dương, từ Zanzibar tới Đài Loan, Philippines, Fiji, Tân Thế giới (Nouvelle-Calédonie) và Việt Nam (Hoàng Sa, Trường Sa). Sách đỏ Việt Nam xếp loại bàng vuông ở mức độ đe dọa bậc R (hiếm).

## Mô tả
Đây là loại cây gỗ nhỏ tới vừa, mọc tới độ cao 7–25 m. Lá đơn, mọc cách, phiến lá hình trứng ngược, dài 20–40 cm, rộng 10–20 cm. Lá rụng vào mùa đông.
Hoa trắng, mọc thành chùm ở đầu cành, dài 10 – 20 cm. Hoa lưỡng tính, gốc hoa có một lá bắc nhỏ, cuống hoa dài 3,5 – 4 cm. Lá đài 2, to gần bằng nhau, màu xanh lục, dài 3,3 - 3,5 cm, rộng 3,8 – 4 cm.
Quả có đường kính khoảng 9–11 cm, hình đèn lồng 4 hoặc 5 cạnh vuông, bên trong là lớp xơ xốp dày bao bọc một hạt có đường kính 4–5 cm.

## Phân tán và phân bổ
Quả phát tán bằng cách trôi nổi trên biển, nó có thể trôi nổi đến 2 năm mà không bị hỏng. Đây là một trong những loài thực vật đầu tiên di cư đến Anak Krakatau khi núi lửa này xuất hiện lần đầu sau vụ nổ Krakatau.
Bàng vuông là loại cây thường gặp trong các rừng đước ở Malaysia và các vùng đất ngập nước như Vùng ngập nước Kuching và Vườn quốc gia Bako. Tại Malaysia, bàng vuông được gọi là Putat laut hoặc Butun.

## Sử dụng
Tất cả các phần của cây bàng vuông đều có độc tính, trong các chất độc có cả các chất saponin. Hạt bàng vuông từng được xay thành bột để giết hoặc làm cá bị tê liệt khi đánh cá.
Cùng với phong ba, bàng vuông là một trong những loài cây đặc thù của Quần đảo Trường Sa. Khi thiếu lá dong, bộ đội Việt Nam đóng trên quần đảo này dùng lá hai loài cây này để gói bánh chưng đón Tết.

## Hình ảnh

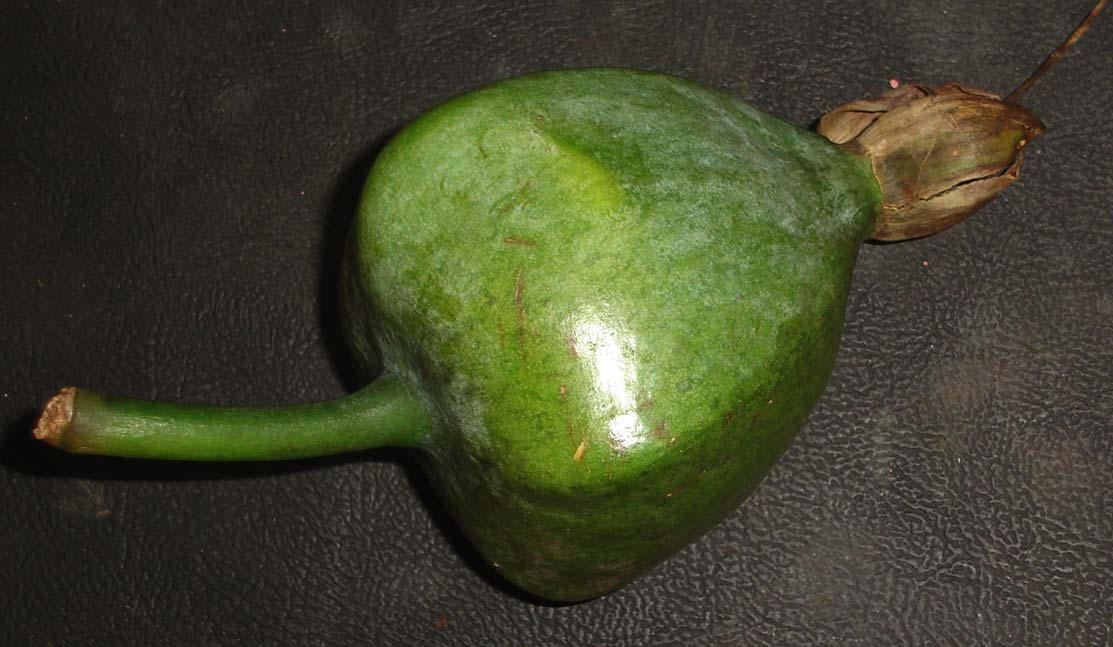
Quả non, to bằng nắm tay
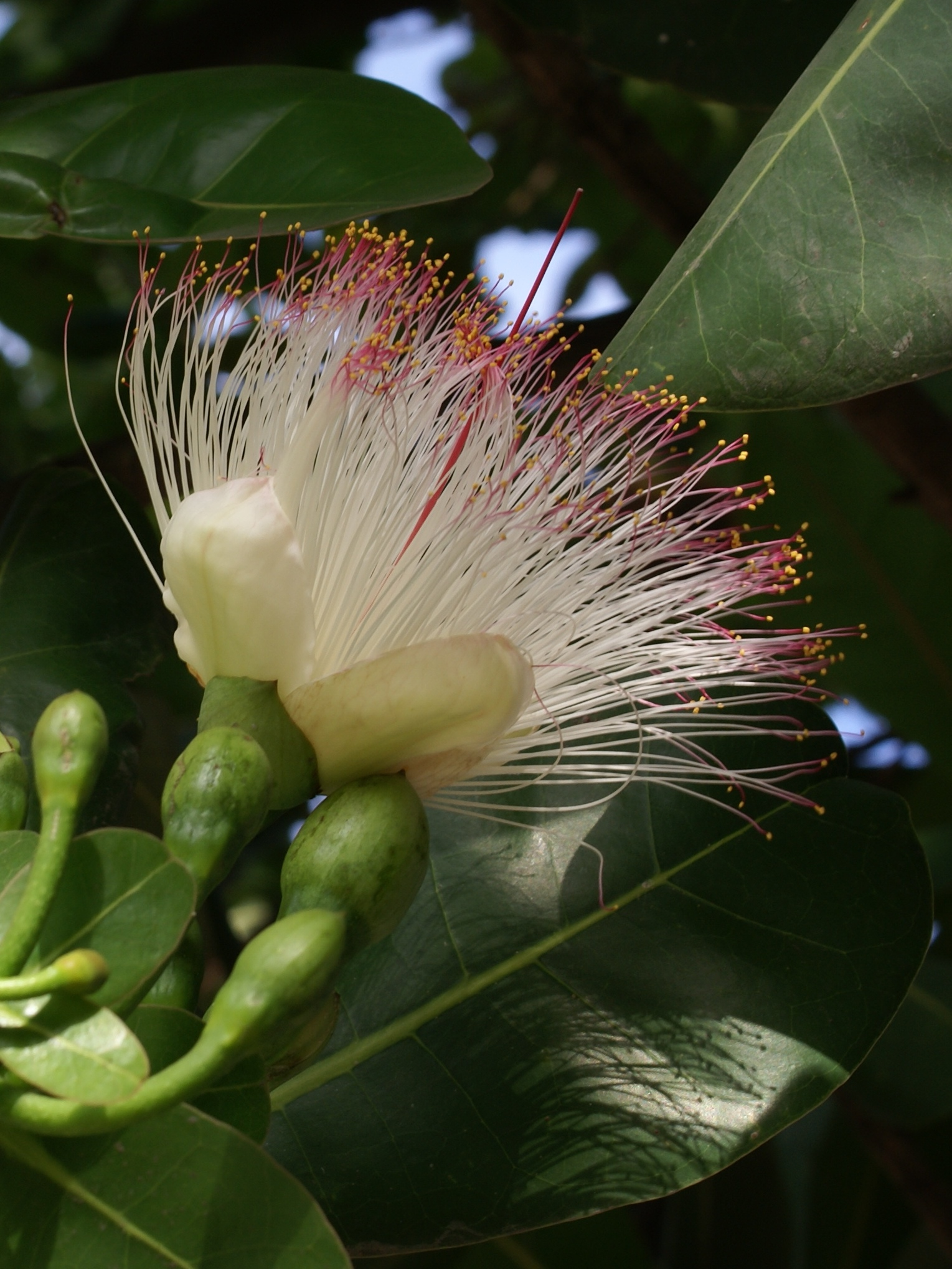
Hoa và cuống hoa
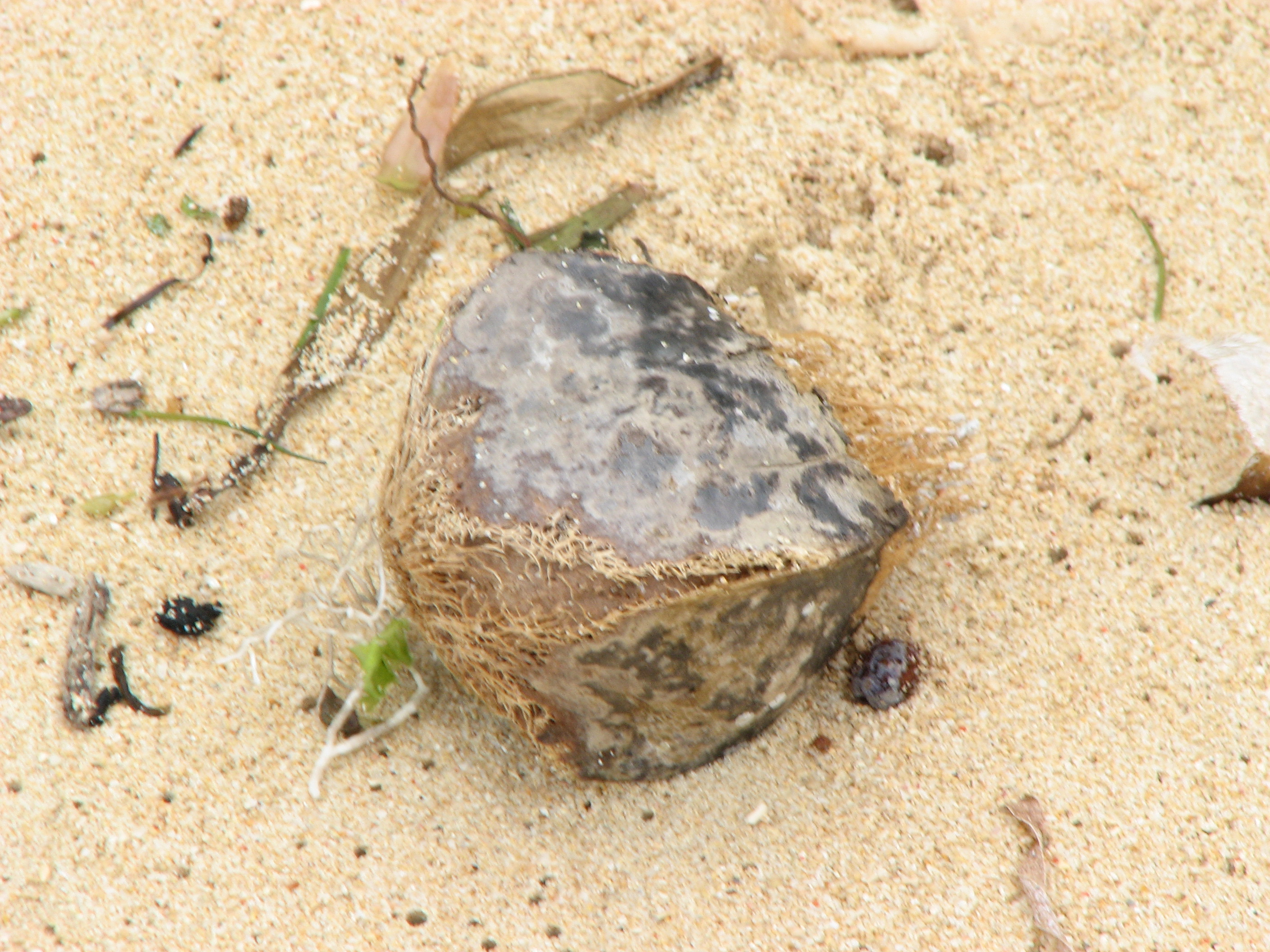
Quả phát tán bằng cách trôi nổi trên biển
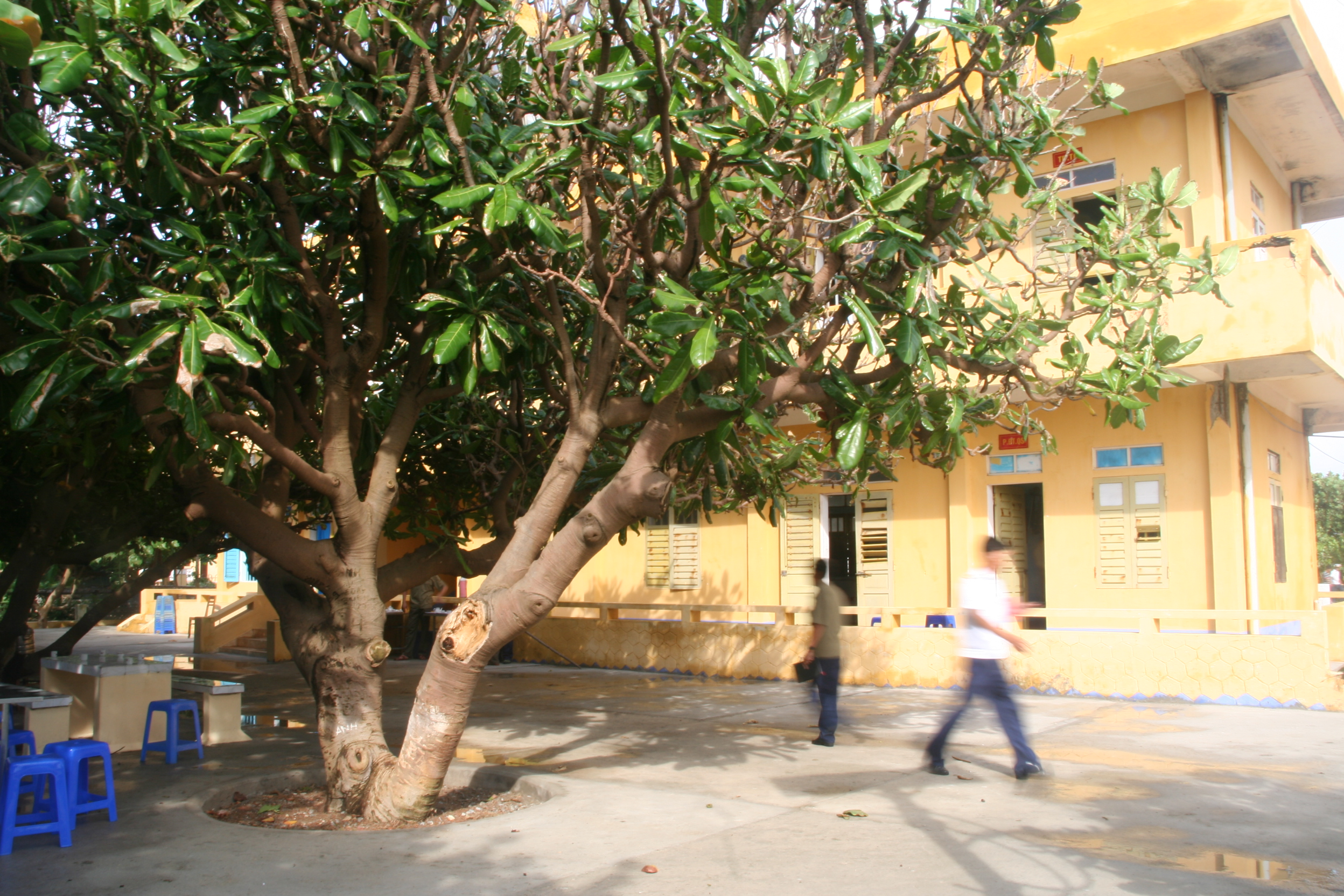
Cây bàng vuông trên đảo Trường Sa Lớn